# بريدراغ لازيتش
بريدراغ لازيتش هو لاعب كرة قدم صربي في مركز الوسط، ولد في 15 يناير 1982 في بريشتينا في كوسوفو. لعب مع أريس ليماسول وسي إس باندوري تارغو جيو ونابريداك كروشيفاتس ونادي أو إف كيه بيوغراد ونادي أوبليتش ونادي بارتيزان.

## وصلات خارجية
- بريدراغ لازيتش على موقع قاعدة بيانات كرة القدم.إي يو (الإنجليزية)
- بريدراغ لازيتش على موقع Soccerway.com (الإنجليزية)